# Job Charnock

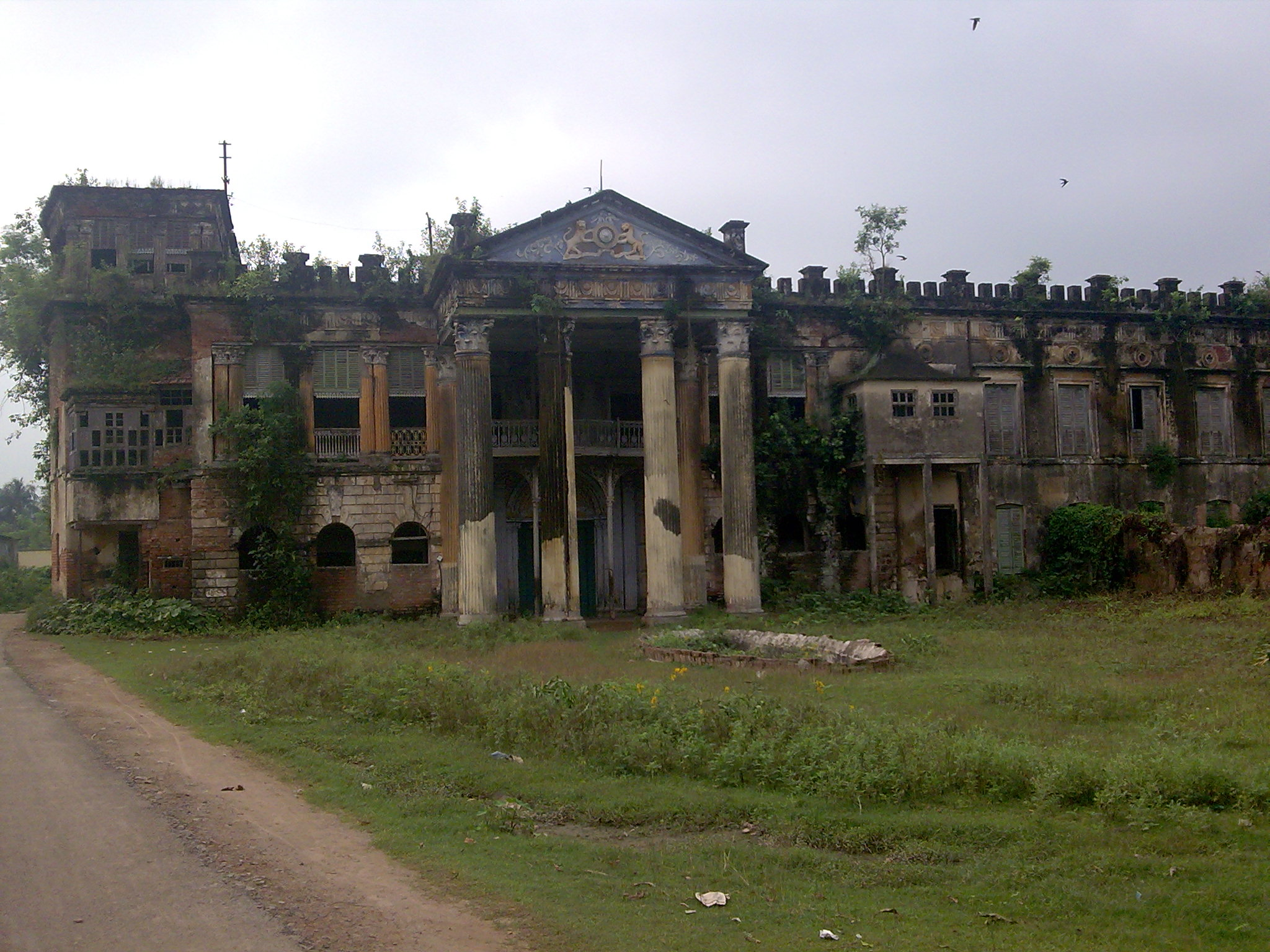
Antiguo palacio en Cossimbazar

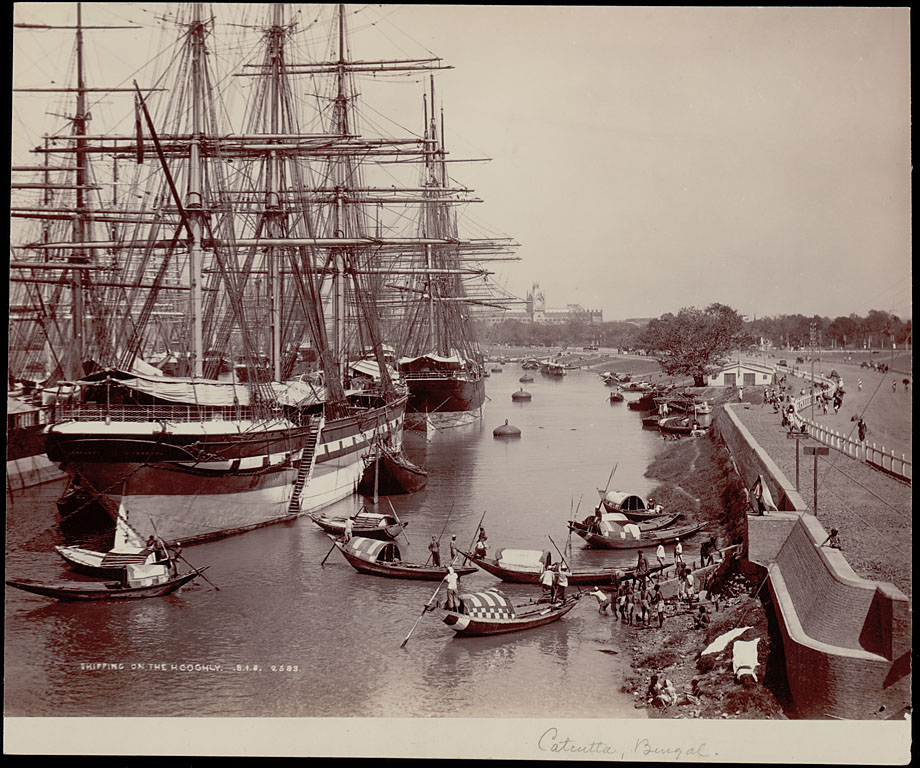
Veleros y embarcaciones en el río Hugli - Calcuta - c. 1880

Job Charnock (Lancashire, c. 1630 - Calcuta, 1693) fue un empleado inglés de la Compañía de las Indias Orientales que llegó a ser administrador de sus factorías en el noreste de la India en la región de Bengala y que tradicionalmente ha sido considerado como el fundador de la ciudad de Calcuta el 24 de agosto de 1690. Sin embargo, el Tribunal Supremo de Calcuta con fecha 16 de mayo de 2003 dictaminó que debía suprimirse de los textos escolares, documentos oficiales y sitios web que Charnock fuese el fundador de Calcuta.
Poco se sabe de la vida de Charnock antes de su arribo a la India en 1655 o 1656. Llegó enviado por una compañía comercial inglesa, pero en 1658 se unió como empleado a la Compañía de las Indias Orientales y pasó el resto de su vida a su servicio en la India. 
Su primera destinación fue la factoría de Cossimbazar, luego en 1664 fue jefe de la factoría de Patna pero al poco tiempo regresó como jefe de Cossimbazar donde estuvo hasta 1686, fecha en que fue trasladado como jefe de la factoría de Hugli. En 1687 decidió trasladar la factoría de Hugli a un lugar más apropiado, eligiendo la isla de Hijili la que posteriormente abandonó subiendo por el río Hugli hasta donde está la actual Calcuta.

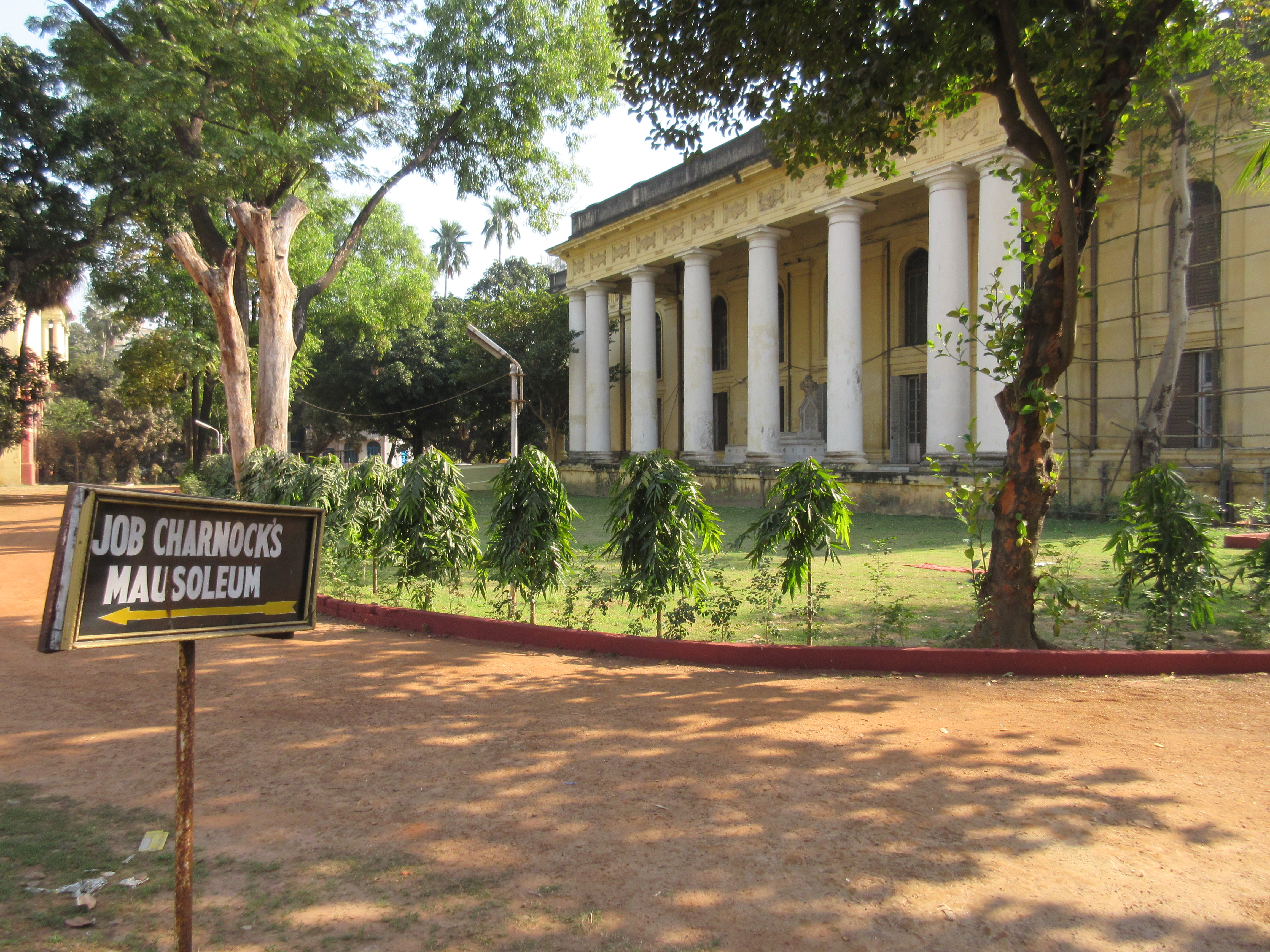
Iglesia San Juan - Hacia el mausoleo de Job Charnock

Se casó en 1678 con una viuda nativa con la cual tuvo tres hijas. Falleció en Calcuta en enero de 1693 y está enterrado en un mausoleo ubicado en la iglesia San Juan de Calcuta.

## Primeros años y traslado a la India - Personalidad
Se estima que nació alrededor de 1630 en Lancashire, Inglaterra. Segundo hijo de Richard Charnock de Londres.
Se trasladó a la India entre los años 1655 y 1656 como empleado de una casa comercial al servicio del comerciante Maurice Thomson. En enero de 1658 entró al servicio de la Compañía de las Indias Orientales inglesa siendo destinado a la factoría de Cossimbazar, Bengala.
Desde un comienzo se fijó como meta relacionarse con la gente del lugar para conocer su manera de vivir y pensar teniendo en cuenta que tendría que efectuar negocios con ellos y para lo cual era también indispensable aprender su idioma. Con ese fin decidió "Indianizarse" : se cortó el pelo, aprendió su idioma y años más tarde contrajo matrimonio con una mujer nativa.
De facciones toscas. Tenía un carácter fuerte y no amigable. Resuelto a hacer cosas pero que no le importaba los medios que empleaba para conseguir sus fines. Su edad y el medio ambiente no se prestaban para convertirlo en un hombre escrupulosamente honesto y él no lo era. El soborno, y la fuerza en su defecto, le parecían ser la única manera de hacer negocios en la India y abiertamente lo recomendaba a sus jefes. Su actuación con los comerciantes nativos y con sus colegas no era humanitaria ni justa. Pero era un fiel servidor de la Compañía. La Compañía lo sabía y le prodigaba sus favores. Lo hicieron empleado sénior antes que hubiese cumplido ocho años a su servicio y fue confirmado como jefe de una factoría antes de que fuese nombrado empleado sénior.

## En las factorías de Cossimbazar y Patna

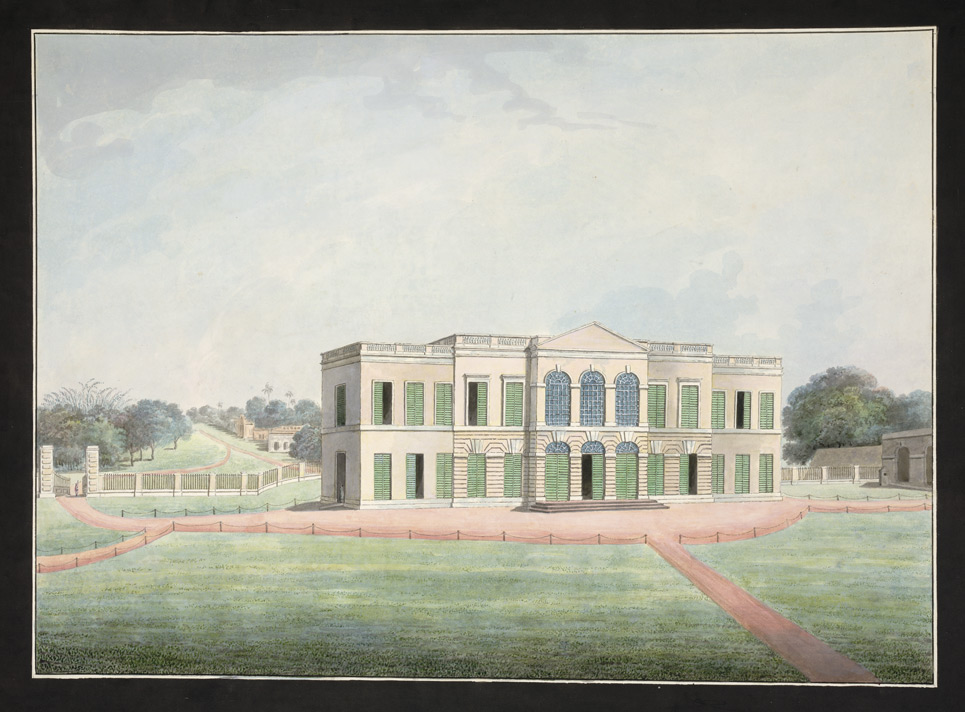
Factoría de la Compañía de las Indias Orientales en Cossimbazar - Acuarela c.1790-1800. que en su reverso está escrito con tinta: 'North view of the Cossimbuzar Factory House.'.

A pesar de todas los inconvenientes y obstáculos que le imponía el gobernador local, la factoría de Patna generaba grandes ingresos y ganancias para la Compañía gracias principalmente a la energía y tacto de Job Charnock.
El 30 de septiembre de 1658 aparece como el cuarto hombre de la factoría de Cossimbazar, en ese tiempo uno de los establecimientos más importantes de la Compañía en esa zona. No se sabe nada de sus actuaciones hasta febrero de 1663 en que aparece en los registros como que el 23 de ese mes había cumplido sus primeros cinco años al servicio de la empresa y que deseaba dejarla a no ser que fuese designado jefe de la oficina de Patna. Fue designado jefe de Patna y en 1666 ascendió a comerciante sénior.
En 1664 fue nombrado jefe de la factoría de Patna pero al poco tiempo regresó a Cossimbazar como jefe del establecimiento donde permaneció hasta 1686 año en que fue trasladado a la factoría de Hugli. El traslado tuvo sus dificultades ya que por reclamos de los empleados nativos de la factoría, tropas del nawab de Bengala sitiaron la factoría para evitar su salida.

## En la factoría de Hugli
Llegó a Hugli en abril de 1686 y poco después se vio envuelto en hostilidades con el jefe local del lugar, sobre el cual obtuvo una victoria decisiva gracias a que contó con tropas enviadas por el Consejo de Directores, aunque con un propósito diferente.
Obtuvo una tregua gracias a la mediación de residentes holandeses de Hugli, pero antes de fin de año, decidió abandonar el lugar y buscar otro más apropiado, pues las actitudes amenazantes del nawab de Bengala continuaban. Esta decisión coincidió además con instrucciones del Consejo de Directores recibidas algún tiempo antes que le ordenaban trasladar la factoría de Hugli a un lugar más accesible desde el mar y que fuera más fácil defender.
Se había sugerido ocupar una isla en la desembocadura del Ganges, pero los Directores desecharon la idea y le instruyeron ocupar Chittagong y levantar un fuerte ahí.

## Estada en Hijili y Madras - Fundación de Calcuta

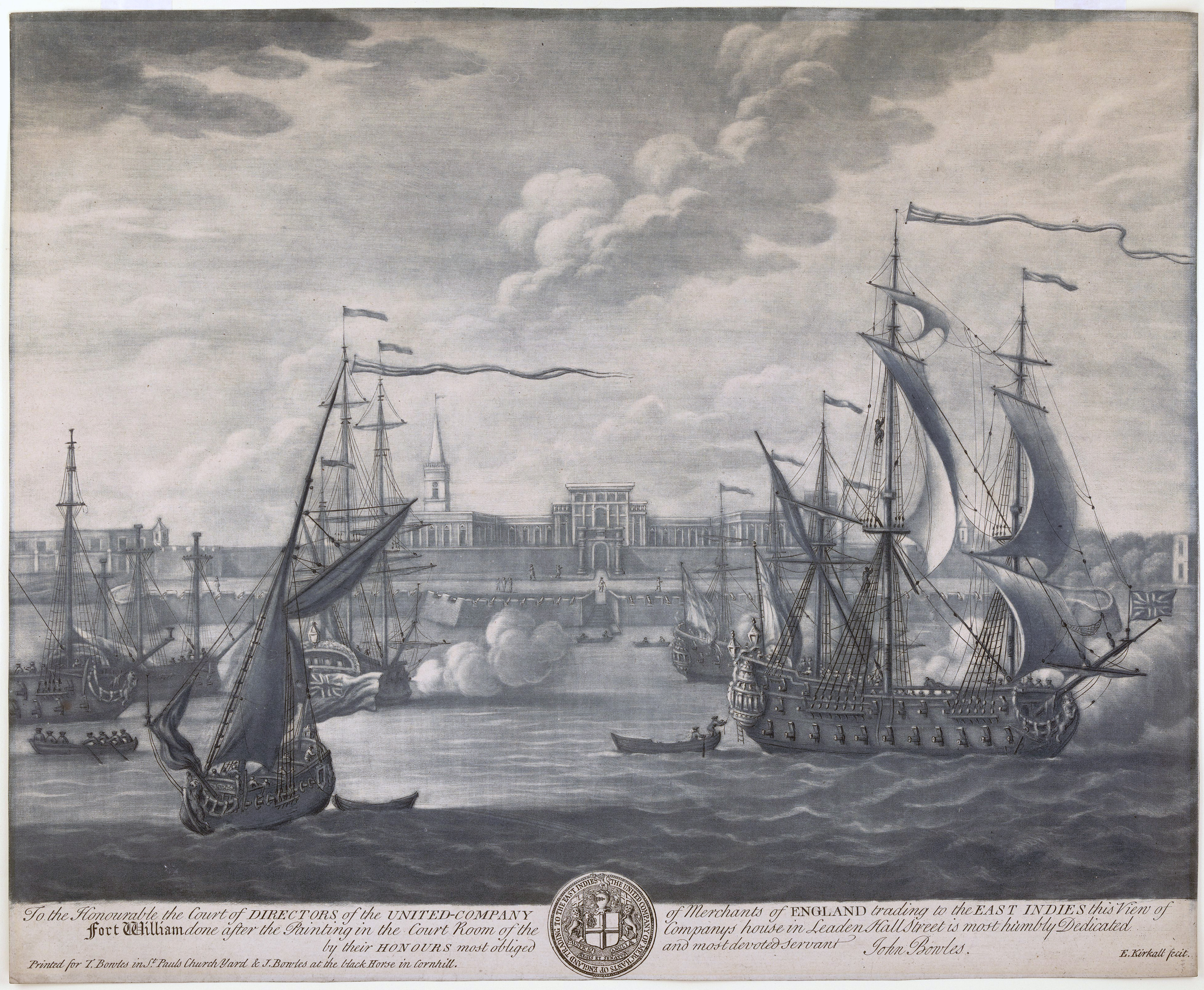
Fuerte William - Calcuta - 1735

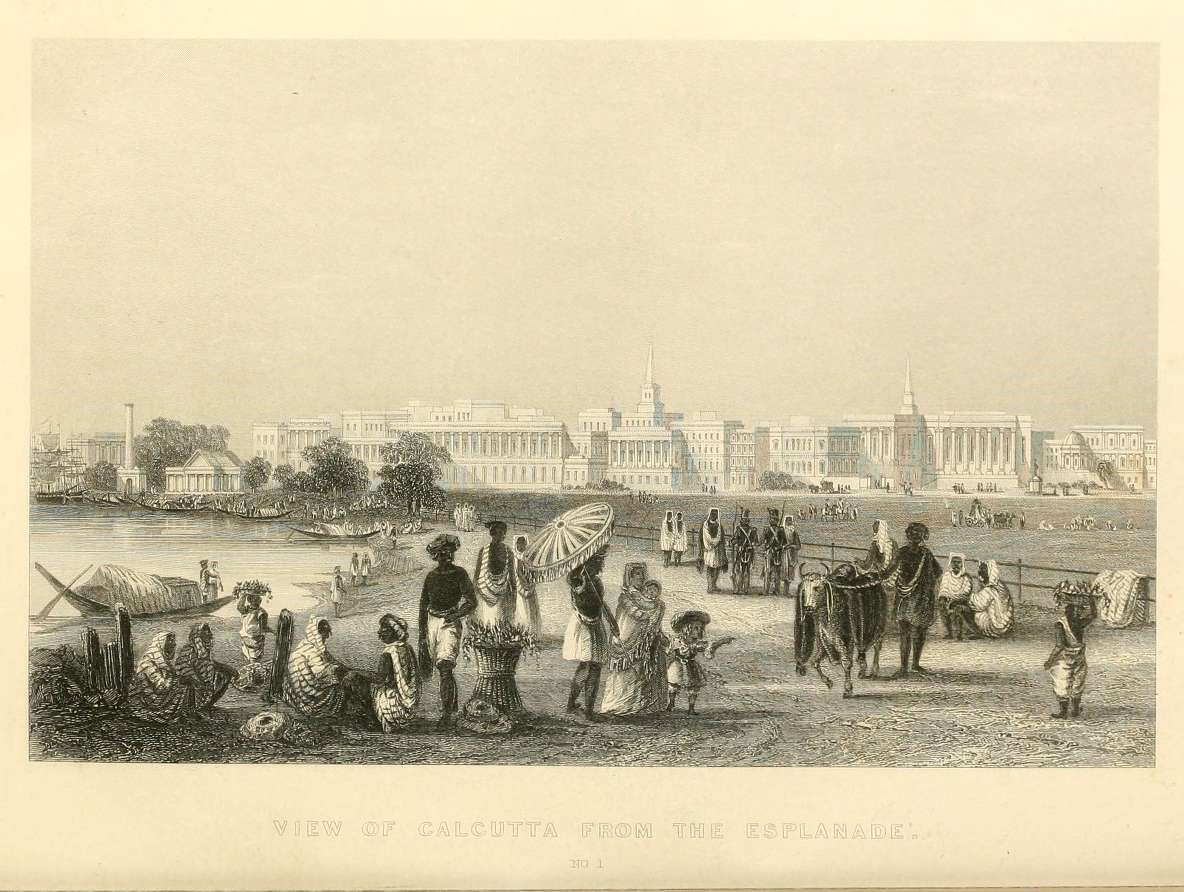
Vista de Calcuta desde la explanada - alrededor de 1860

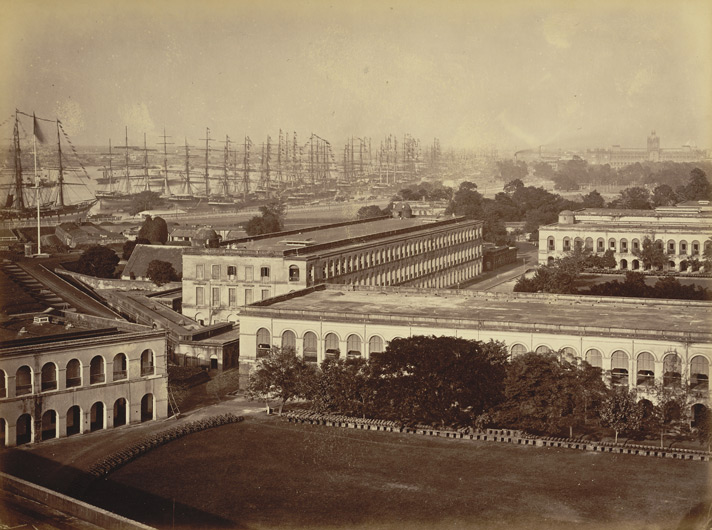
Vista de Calcuta tomada desde el fuerte William - c-1885

### Estada en Hijili y Madras
Sobre el éxodo de Charnock de Hugli se cuentan varias versiones. Una dice que salió el 15 de diciembre de 1686 por tierra y que durante su marcha por la orilla occidental del río había quemado los almacenes con sal y los graneros con arroz que se encontraban entre Hugli y la isla de Hijili donde estaba el antiguo pueblo de Hijili en el distrito de Midnapore, Bengala, situado en la boca del río río Rasulpur. El sitio desapareció hace mucho tiempo. Otra versión cuenta que el éxodo fue por el agua y que al llegar al mar se había dirigido hacia el sur y que como poseía poderes sobrenaturales, mediante vidrios de aumento había quemado la orilla desde Hugli hasta Chandernagore. Además con su espada había cortado una cadena colocada a través del río para impedirle el paso. Por último, en 1886, la oficina de la India descubrió correspondencia oficial de la Compañía que revela que el lugar al que se dirigía Charnock era Sutanati, una de las tres aldeas que en ese tiempo se levantaban en el lugar de la actual Calcuta, allí el representante del nawab de Bengala no lo recibió por lo que se dirigió a Hijili.
Ocupó Hijili en nombre de la Compañía donde estuvo sitiado por tres o cuatro meses por un poderoso contingente mogol. Finalmente el emperador de Delhi ordenó al nawab de Bengala que terminara las hostilidades contra la Compañía, que firmara un tratado de paz y que se les permitiera regresar a todas sus factorías en Bengala, incluso se les permitía construir muelles y almacenes en Ulabarea, una aldea ubicada en la ribera occidental del río Hugli a unas cincuenta millas de la desembocadura.
Charnock permaneció un corto tiempo en Ulabarea y luego obtuvo autorización para establecerse en Sutanati, pero como las hostilidades de los mogoles con la Compañía recrudecieron en la costa occidental, ello redundó que el tratado firmado con el nawab de Bengala quedara nulo volviendo las hostilidades contra los ingleses en la región. Ante esta realidad el capitán Heat embarcó a Charnock y al resto del personal de la factoría y los trasladó a la factoría de Madrás.

### Fundación de Calcuta
Calcuta debe su fundación a los echos de 1686, cuando Job Charnock fue obligado a dejar Hugli por el representante del emperador Aurangzeb, echos que gracias a una invitación del nawab de Bengala finalmente lo llevaron a establecerse río arriba un 24 de agosto de 1690 fundando la actual Calcuta o Kolkata. 
Después de una estadía de cerca de quince meses en Madras, Charnock fue autorizado por el emperador Aurangzeb para regresar por tercera y última vez a Sutanati, en julio de 1690, obteniendo además la cesión de un terreno para levantar una factoría, la que sería la futura ciudad de Calcuta. Se dice que el emperador dio estas autorizaciones en agradecimiento al envío por parte de la Compañía de un médico inglés que lo sanó de un ántrax.
Sin embargo, el Tribunal Supremo de Calcuta con fecha 16 de mayo de 2003 dictaminó que debe suprimirse de los textos escolares, documentos oficiales y sitios web que Job Charnock fuera el fundador de Calcuta, ya que a ninguna persona podría atribuirse la fundación de la ciudad ya que esta había crecido desde los asentamientos rurales, proceso iniciado antes de la llegada de los ingleses con Charnock a las pantanosas orillas del río Hugli. "Calcuta no tiene un cumpleaños" dijo el tribunal.

## Últimos años - Legado

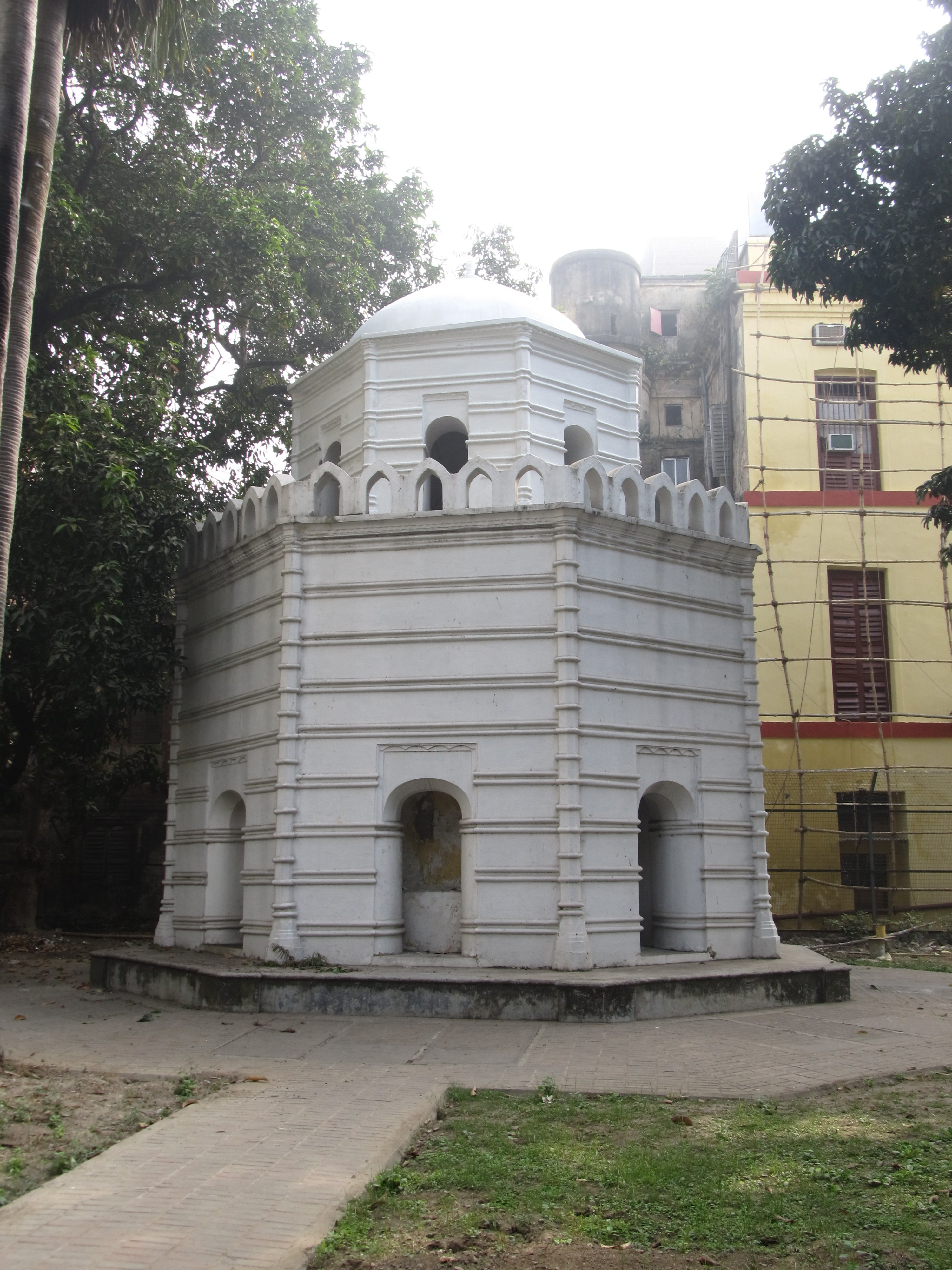
Mausoleo de Job Charnock

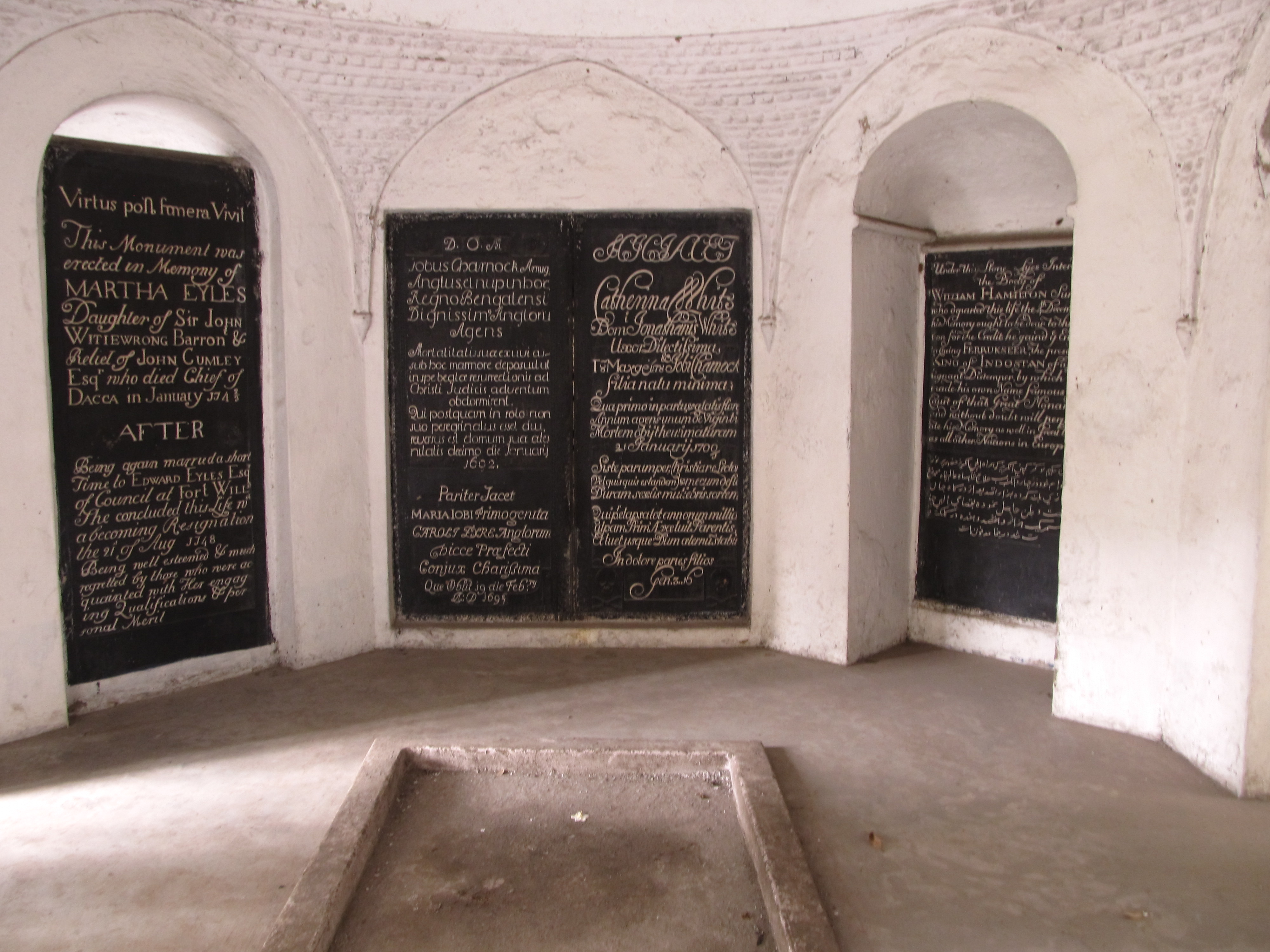
Interior del mausoleo - Epitafios

San Juan, la antigua iglesia, fue iniciada en 1784. Fue erigida para reemplazar a la todavía más antigua iglesia de Santa Ana que fue demolida en 1756 por Siraj-ud-daula. San Juan fue edificada principalmente por subscripción voluntaria, el lugar fue regalado por un rajá. En el cementerio está el mausoleo que contiene los restos de Job Charnock.
Se dice que en 1678 o 1679 rescató de la pira funeraria de su difunto esposo a una joven que practicaba Satí. Esta leyenda está narrada en versos en el epitafio de un piloto del Ganges, Joshiah Townshend. La historia también figura en el obituario de Bengala de 1851. También se cuenta que Charnock se habría convertido a la religión de su esposa quien habría fallecido alrededor de 1690, porque todos los años sacrificaba un gallo en el aniversario de su muerte. Lo anterior hace suponer que la esposa no era una brahaman ni efectuó Satí sino que era de una casta baja. Tuvo 3 hijos todas mujeres. Su hija mayor, María, se casó con Charles Eyre que posteriormente fue el primer gobernador de Bengala.
Charnock, según los despachos oficiales de la época, gozaba de un grado inusual de confianza de los Directores de la Compañía. En ellos se pueden encontrar calificaciones como las siguientes sobre él: "Bueno y fiel servidor", "como uno de los más antiguos e infatigables funcionarios", "como uno cuya fidelidad y dedicación en nuestro servicio hemos tenido durante mucho tiempo y de gran experiencia", "una persona que nos ha servido fielmente más de veinte años y nunca, que sepamos, se ha aprovechado de su puesto en su favor, más de lo que era justo..." Indudablemente su mayor legado fue la fundación de Calcuta.